# James G. King

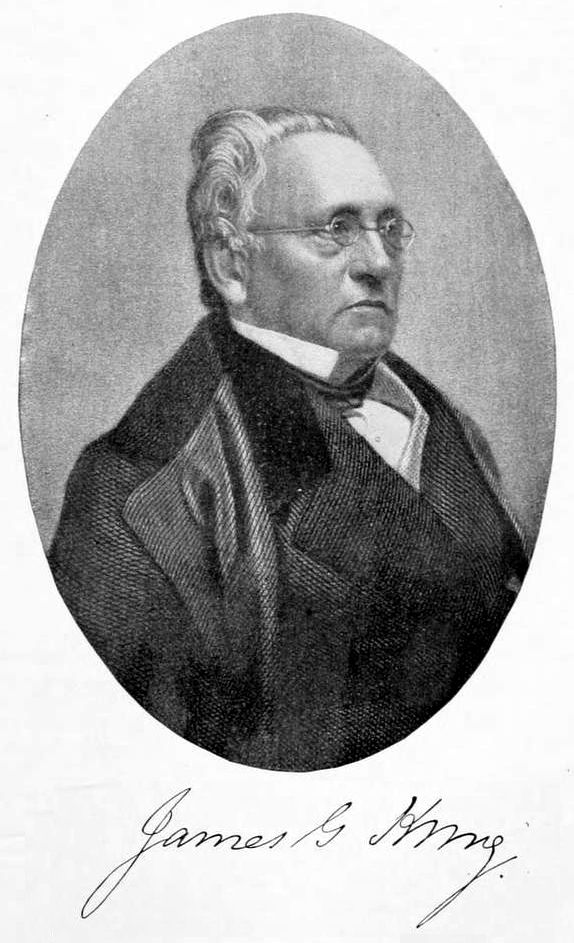
James G. King

James Gore King (* 8. Mai 1791 in New York City; † 3. Oktober 1853 bei Weehawken, New Jersey) war ein US-amerikanischer Politiker. Zwischen 1849 und 1851 vertrat er den Bundesstaat New Jersey im US-Repräsentantenhaus.

## Werdegang
James King war Mitglied einer bekannten Politikerfamilie. Sein Vater Rufus King (1755–1827) war unter anderem US-Senator für den Staat New York. Sein älterer Bruder John (1788–1867) war Gouverneur des Staates New York. King erhielt in Frankreich und England eine klassische Ausbildung. Nach seiner Rückkehr studierte er bis 1810 an der Harvard University sowie anschließend bis 1812 an der Litchfield Law School. Während des Britisch-Amerikanischen Krieges von 1812 war King stellvertretender Adjutant General der Staatsmiliz von New York. Ab 1815 war er in New York im Handel tätig. Zwischen 1818 und 1824 war er im englischen Liverpool im Bankgewerbe beschäftigt. 1824 kehrte er nach New York zurück, wo er ebenfalls im Bankwesen arbeitete. Dabei nahm er seinen Wohnsitz im benachbarten Weehawken. King stieg auch in das Eisenbahngeschäft ein und wurde im Jahr 1835 Präsident der Eisenbahngesellschaft Erie Railroad.
Politisch schloss sich King der Whig Party an. Bei den Kongresswahlen des Jahres 1848 wurde er im fünften Wahlbezirk von New Jersey in das US-Repräsentantenhaus in Washington, D.C. gewählt, wo er am 4. März 1849 die Nachfolge von Dudley S. Gregory antrat. Da er im Jahr 1850 auf eine erneute Kandidatur verzichtete, konnte er bis zum 3. März 1851 nur eine Legislaturperiode im Kongress absolvieren. Dort wurde in dieser Zeit heftig über die Frage der Sklaverei diskutiert.
Nach dem Ende seiner Zeit im US-Repräsentantenhaus arbeitete James King wieder in der Bankbranche. Er starb am 3. Oktober 1853 auf seinem Anwesen „Highwood“ nahe Weehawken.